# Haarlemse Honkbalweek 1984
De Haarlemse Honkbalweek 1984 was een honkbaltoernooi gehouden in Haarlem van 14 juli tot en met 22 juli 1984.
Het toernooi werd gespeeld in het Pim Mulierstadion in Haarlem.

De deelnemende teams waren:
- Canada – winnaar
- Nederland – tweede plaats
- Washington State University (Amerika) – derde plaats
- Taiwan – vierde plaats
- University of Iowa (Amerika) – vijfde plaats

1e in 1961 · 2e in 1963 · 3e in 1966 · 4e in 1968 · 5e in 1969 · 6e in 1971 · 7e in 1972 · 8e in 1974 · 9e in 1976 · 10e in 1978 · 11e in 1980 · 12e in 1982 · 13e in 1984 · 14e in 1988 · 15e in 1990 · 16e in 1992 · 17e in 1994 · 18e in 1996 · 19e in 1998 · 20e in 2000 · 21e in 2002 · 22e in 2004 · 23e in 2006 · 24e in 2008 · 25e in 2010 · 26e in 2012 · 27e in 2014 · 28e in 2016 · 29e in 2018